# 岩槻インターチェンジ
岩槻インターチェンジ（いわつきインターチェンジ）は、埼玉県さいたま市岩槻区大字加倉にある、東北自動車道のインターチェンジ。

## 概要
さいたま市岩槻区および、見沼区、大宮区、春日部市、千葉県野田市への最寄りインターチェンジである。
2008年3月31日12時より、出口料金所の一般（非ETC）対応ブースの一部ブースに無人の料金自動徴収機を設置し、これまで係員が徴収していた料金精算を自動化する試験運用を実施した。その後2009年10月1日より、出口料金所の一般ブースは、全て機械による料金自動徴収に移行した。
当ICより宇都宮方面は、2022年（令和4年）10月12日より佐野藤岡IC迄の間が最高速度120km/h区間となっている。

## 歴史
- 1972年（昭和47年）11月13日：東北自動車道では初めての区間として、当ICと宇都宮ICの区間が岩槻市に開通 (※)。
- 1980年（昭和55年）3月26日：浦和ICへ延伸。

※浦和IC方面延伸以前は、混雑緩和のため、本線を延長する形で国道122号と直接接続する暫定出口ランプ（料金は仮設の本線料金所で支払い）が設置されていた。同IC上り出口1.5キロメートル (km) 手前に分岐看板が設置されているのは、その名残である。なお浦和ICでも、川口JCT方面に延伸するまでの間、同様の措置が取られていた。

## 接続する道路
- E4 東北自動車道（3番）
- 国道16号（岩槻春日部バイパス）
- 国道122号（岩槻街道）

## 料金所
- ブース数：16

### 入口
- ブース数：6
  - ETC専用：2
  - ETC/一般：2
  - 一般：2

### 出口
- ブース数：10
  - ETC専用：2
  - ETC/一般：2
  - 一般：6

## インターチェンジ内の関連施設
- 東日本高速道路道路管制センター
  - さいたま工事事務所
  - さいたま技術事務所
- 警察庁関東管区警察局岩槻高速道路管理室
- 埼玉県警察高速道路交通警察隊岩槻分駐隊

## 周辺
- 岩槻駅（東武野田線）
- 岩槻区役所
- 岩槻郵便局
- 岩槻城
- 国道16号
- 国道122号
- 埼玉県道2号さいたま春日部線
- 大宮東警察署
- 七里駅（東武野田線）

## 隣
E4 東北自動車道
(2) 浦和IC/TB - (3) 岩槻IC - (3-1) 蓮田SA/SIC - (3-2) 久喜白岡JCT - (4) 久喜IC